# Reichardtiella grisea
Reichardtiella grisea är en fjärilsart som beskrevs av Nikolai Nikolaievich Filipjev 1931. Reichardtiella grisea ingår i släktet Reichardtiella och familjen stävmalar. Inga underarter finns listade i Catalogue of Life.